# Schulsystem in Deutschland

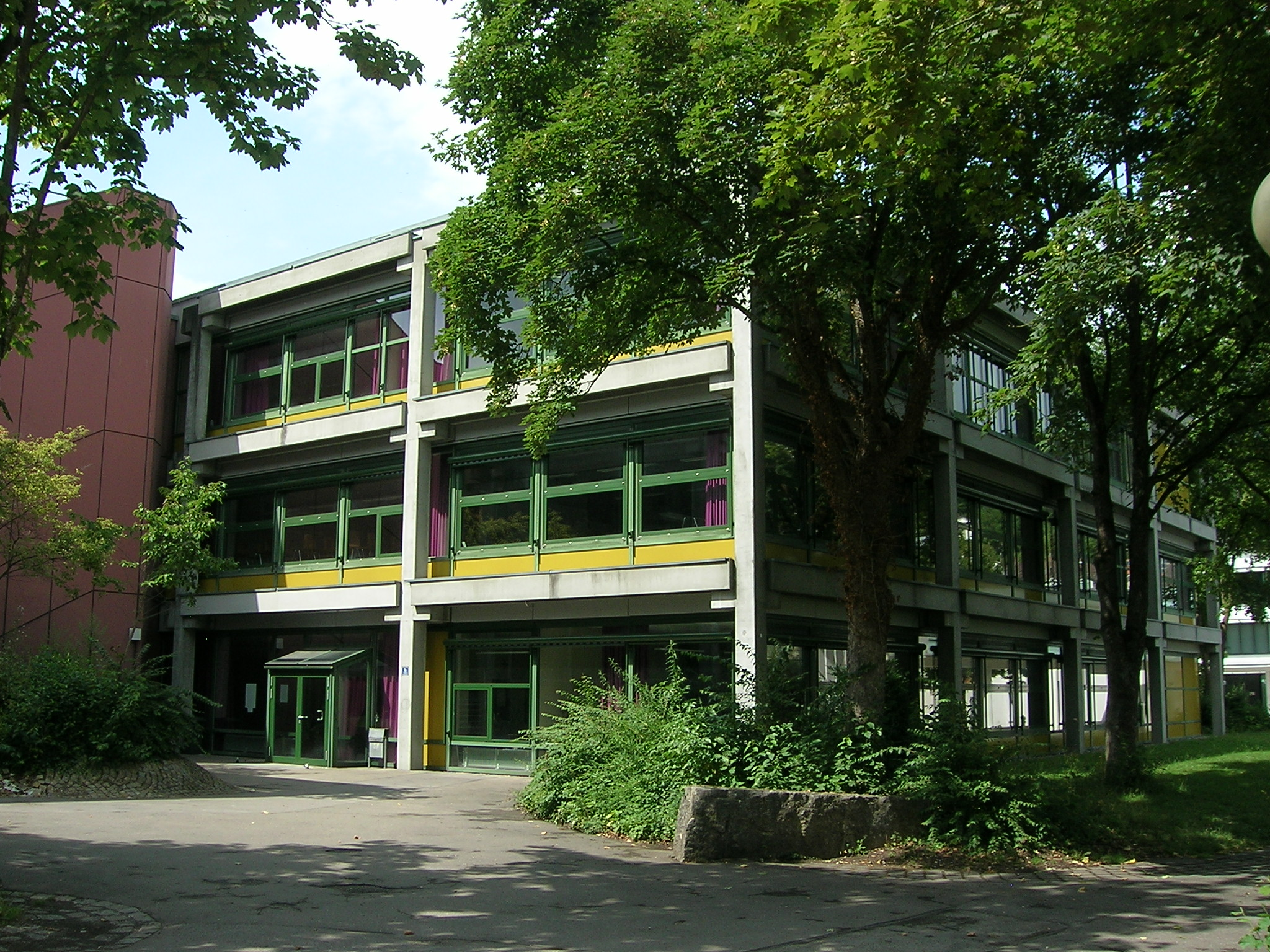
Der Neubau des Willibald-Gymnasiums in Eichstätt. Die 740 als Domschule gegründete Einrichtung gilt als die älteste Schule in Deutschland.

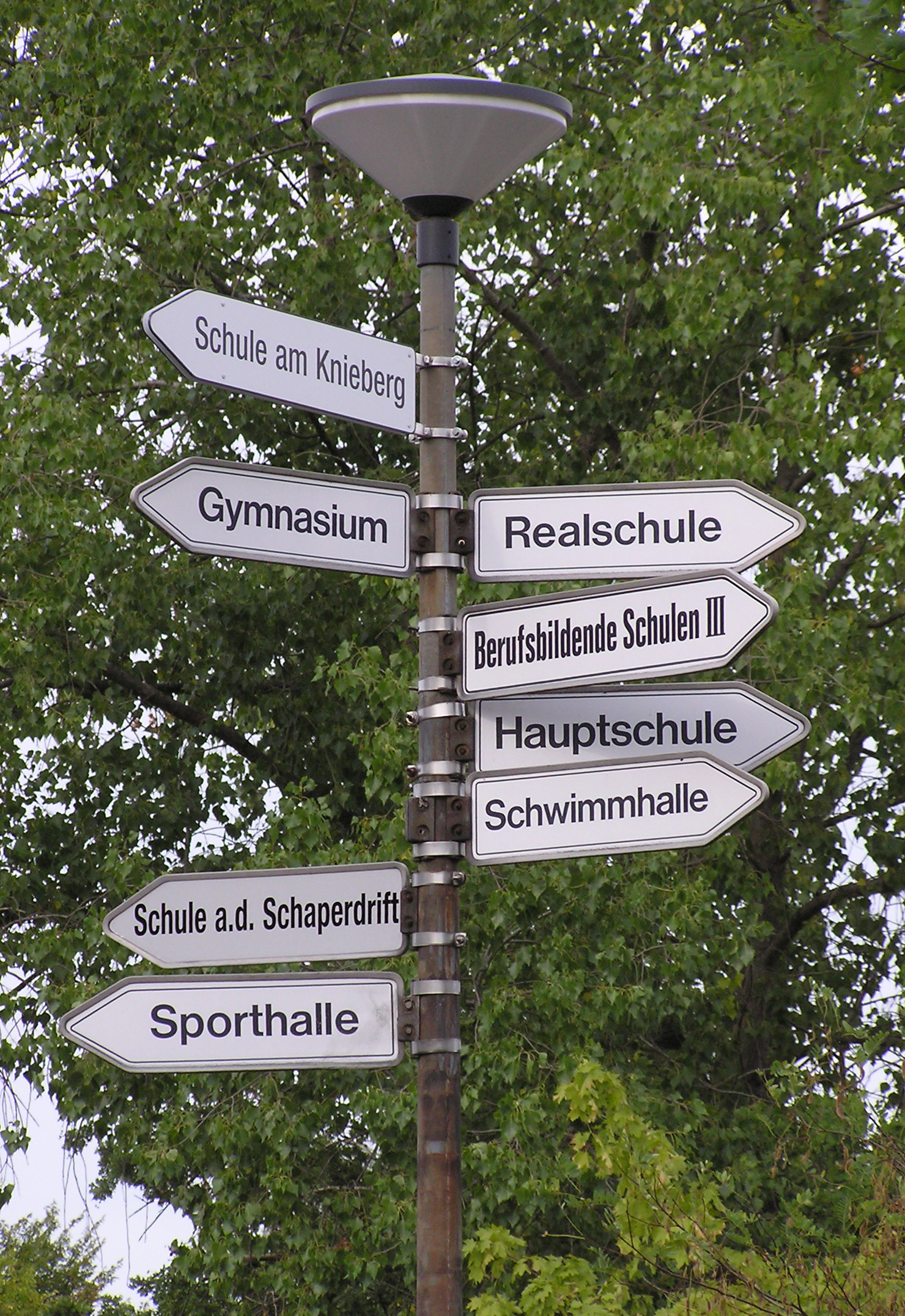
Ein Schulwegweiser in Lüneburg-Oedeme

Das Schulsystem in Deutschland umfasst den primären und den sekundären Bildungsbereich, also Grundschulen (Klassen 1–4/6) und die Schulen der Sekundarstufen I und II. Nach der Grundschule werden die Schüler in unterschiedliche Leistungsstufen eingeteilt und getrennt in mehreren unterschiedlichen Schulformen unterrichtet.
Jedes Bundesland regelt den Aufbau seines Schulwesens in einem eigenen Schulgesetz (siehe auch Gegliedertes Schulsystem). Dies erfolgt sowohl nach Leistungsstufen getrennt, aber auch gemeinsam unter einen Dach (kooperative Gesamtschule, Gemeinschaftsschule) oder ohne Leistungsstufen in einer Einheitsschule (integrative Gesamtschule).
Im Unterschied zu den Schulsystemen vieler anderer Länder, in denen auch in der Sekundarstufe alle Schüler ungeachtet ihrer Leistungen dieselben Schulformen durchlaufen, besuchen die meisten Schüler in Deutschland ein gegliedertes Schulsystem. Aufbauend auf die allgemeinbildenden Schulen umfasst das Schulsystem in Deutschland die berufsbildenden Schulen.
Die Sekundarstufen I und II werden auch für Erwachsene als Tages- oder Abendschule neben dem Beruf (zweiter Bildungsweg) angeboten. Kinder und Jugendliche mit körperlichen oder kognitiven Behinderungen haben das Recht in den Regelschulen unterrichtet zu werden. Da dies aufgrund der persönlichen Situation nicht für alle Heranwachsenden möglich ist, bieten die Bundesländer weiterhin Förderschulen für Kinder mit besonderen Entwicklungseinschränkungen an.
Dies bezieht sich auf alle schulischen Angebote ab dem 6. Lebensjahr. Frühkindliche Bildungseinrichtungen sind in Deutschland nicht dem Schulsystem, sondern den Leistungen der Kinder- und Jugendhilfe zugeordnet.
In Deutschland besteht kein staatliches Schulmonopol (Bildungspluralismus). Neben staatlichen und kommunalen Schulen (Schule in öffentlicher Trägerschaft), ist das Recht zur Errichtung von Schulen in freier Trägerschaft (=Privatschulen) gewährleistet. Dadurch wird dem Elterninteresse und Interesse des Kindes an alternativen pädagogischen Konzepte, anderen Lehrmethoden, Lehrinhalten oder Erziehungszielen, oder einer religiösen/weltanschaulichen Prägung Rechnung getragen.

## Gesetzliche Grundlagen
In den Bundesländern ist das Schulsystem in eigenen Schulgesetzen geregelt. Darin kommt der Gestaltungswille der jeweiligen Parlamentsmehrheit und der von ihr getragenen Landesregierung im Schulbereich zum Ausdruck. Zur Koordination der Bildungsaktivitäten der Länder wurde die Kultusministerkonferenz (1949) und die Bund-Länder-Kommission (1970) gegründet.
In Deutschland besteht für Kinder und Jugendliche Schulpflicht, die von den Schulen und ihren Schulleitungen überwacht wird. Das bedeutet: Alle Minderjährigen sind ab dem 6. Lebensjahr verpflichtet eine öffentliche oder staatlich anerkannte oder genehmigte Schule zu besuchen. Die Eltern müssen mit den Schulen zusammenarbeiten, um den Schulbesuch ihrer Kinder zu gewährleisten. Kommen sie dem nicht nach, so können Bußgelder die Folge sein.
Die Schulen haben neben dem Elternhaus einen in der Verfassung (Art. 7 GG) und den Schulgesetzen der Bundesländer verankerten Bildungs- und Erziehungsauftrag. Die grundsätzliche Zusammenarbeit von Jugendhilfe und Schule zum Wohle der Kinder und Jugendlichen ist in § 81 SGB VIII geregelt. Die intensivste Form der Zusammenarbeit ist hierbei die Schulsozialarbeit (siehe auch § 13a SGB VIII).

## Geschichte
Die ersten Schulen auf deutschem Boden waren die mittelalterlichen Lateinschulen, benannt nach dem Hauptunterrichtsfach. Im Spätmittelalter entstanden die ersten deutschsprachigen Schulen. Im Gegensatz zu den Pfarrschulen wurden die Stadtschulen von der Bürgerschaft und städtischen Behörden bezahlt. Das Gehalt der Lehrer war dort allerdings von Ort zu Ort an das Steuereinkommen des Ortes gekoppelt, entsprechend war in finanzschwachen Ortschaften bzw. Städten nur die Bezeichnung Bürgerschule zulässig. Die Humboldtschen Bildungsreformen zu Beginn des 19. Jahrhunderts in Preußen haben durch ihre Bildungstheorie besonders das deutsche Gymnasium nachhaltig geprägt.
In Preußen wurde 1810 die allgemeine Schulpflicht eingeführt. Sie war mit einem Schulgeld verbunden. Deshalb wurde ein Schlüssel dafür vorgegeben, wie viele unentgeltliche Schüler pro Bezahler aufzunehmen waren. Oft hatten die Schulen nur einen Raum. Da die Schulen von der Gemeinde getragen wurden, hießen sie „Gemeindeschulen“. Das Deutsche Kaiserreich ergänzte gegen Ende des 19. Jahrhunderts klassische Bildungsideale im Sinne Wilhelm von Humboldts durch Forderungen nach moderner Bildung infolge des Welthandels und neuer technischer Errungenschaften.
Für Buben bestanden neben den Volksschulen und Mittelschulen (Realschule, Bürgerschule, Gewerbeschule) die mit dem Abitur abschließenden höheren Schulen. Diese waren ihrerseits in Gymnasien, Realgymnasien und Oberrealschulen bis zum Hamburger Abkommen gegliedert. Daneben bestanden bis zum Ersten Weltkrieg das ebenfalls mit Abitur abschließende Kadettenkorps und private Ritterakademien. Mit der Verfassung des Deutschen Reichs wurden Gemeindeschulen 1924 in „Volksschule“ benannt.
Für Mädchen war neben der Volksschule für eine höhere Bildung nur die Höhere Töchterschule vorgesehen. ‚Mädchen von Familie‘ konnten auch ein Mädchenpensionat, ggf. im Ausland besuchen. Gegen Ende des 19. Jahrhunderts wurden Mädchen ebenfalls in bis zum Abitur führenden höheren Lehranstalten zugelassen oder sie konnten die Abiturprüfung als Externe ablegen. Das erste deutsche Mädchengymnasium wurde 1893 in Karlsruhe gegründet.
Die Volksschule war bis in die 1960er Jahre eine Schulform, in der man nach acht Schuljahren den Abschluss erhielt. In der Bundesrepublik Deutschland besteht im Prinzip noch neben der Sonder-/Förderschule das dreigliedrige Schulsystem: Volksschule (später Grund- und Hauptschule), Realschule und Gymnasium mit drei Schulabschlüssen.
In den meisten Bundesländern umfasste die Grundschule vier Jahrgänge, danach begann die Aufteilung auf die verschiedenen Schulformen; in Berlin (West) waren es sechs Jahrgänge. Seit den 1970er Jahren sind in mehreren Bundesländern weitere Schulformen dazugekommen: Die Gesamtschule und andere teilintegrative Systeme, die Haupt- und Realschule zusammenfassen. In Niedersachsen bestanden von 1981 bis 2004 Orientierungsstufen als gemeinsame Schulform der Jahrgänge 5 und 6, erst danach wurde die Aufteilung vorgenommen.
Die berufsbildenden Schulen bestehen in der Sekundarstufe II neben der gymnasialen Oberstufe.
Seit den 1980er Jahren gibt es die Diskussion um die Gleichwertigkeit beruflicher und allgemeiner Bildung. Diesem Gedanken war schon durch berufliche Gymnasien Rechnung getragen worden. Mit der Gründung von und der Umwandlung von beruflichen Schulen in Berufskollegs (NRW) wurde zum ersten Mal der Schritt vollzogen, diese Gleichwertigkeit auch in Form von Schulabschlüssen zu dokumentieren: Berufskollegs führen zur allgemeinen Hochschulreife und haben – je nach Berufsfeld – einen beruflichen Schwerpunkt im Abitur.
In der DDR wurde Ende der 1950er Jahre das gegliederte Schulsystem durch die Polytechnische Oberschule und die Erweiterte Oberschule ersetzt. Siehe Bildungssystem in der DDR.

## Statistik

### Schulen
Im Schuljahr 2022/2023 gab es in Deutschland 32.666 allgemeinbildende Schulen. Es ist seit dem Schuljahr 2015/16 das erste Mal, dass die Anzahl im Verhältnis zum vergangenen Jahr angestiegen ist. Im Schuljahr 2019/2020 gab es in Deutschland 32.332 allgemeinbildende Schulen, darunter waren 15.431 Grundschulen, 3141 Gymnasien, 2819 Förderschulen, 2130 integrierte Gesamtschulen, 1915 Hauptschulen und 1781 Realschulen. Im Schuljahr 2009/10 gab es insgesamt 43.577 allgemeinbildende und berufliche Schulen, davon 5.200 private Schulen in der Bundesrepublik Deutschland. Im gleichen Zeitraum gab es etwa 11,7 Mio. Schüler, etwa 945.000 besuchten private Schulen.
Dabei war zu beobachten, dass die Zahl der staatlichen Institutionen seit 1992 von 41.886 auf 38.377 im Jahr 2009 zurückging, die der privaten Einrichtungen im gleichen Zeitraum auf insgesamt 5200 anstieg. Vor allem in den ostdeutschen Bundesländern hat sich die Zahl der Privatschulen mehr als verfünffacht. Die Anzahl der Privatschulen erhöhte sich sogar dann noch weiter, als die Gesamtzahl aller Schulen aufgrund der drastisch gesunkenen Geburtenzahlen in den 1990er Jahren verringert wurde. So sank in den Jahren 2000 bis 2009 die Zahl der Schulen im Osten um 29,5 %, die Anzahl der Privatschulen stieg jedoch in demselben Zeitraum um 74,6 %.

### Schülerzahlen
Im Schuljahr 2024/2025 werden in Deutschland nach vorläufigen Ergebnissen rund 11,4 Millionen Schülerinnen und Schüler an allgemeinbildenden und beruflichen Schulen sowie an Schulen des Gesundheitswesens unterrichtet, 0,9 % mehr als im Vorjahr. 1,9 Millionen (16 %) besitzen ausschließlich eine ausländische Staatsbürgerschaft, was einem Anstieg von 6 % entspricht.

## Zuständigkeit
Das deutsche Schulsystem steht nach Art. 7 Abs. 1 des Grundgesetzes unter der Aufsicht des Staates. Unbeschadet dessen wird das Recht auf Gründung privater Schulen gewährt (Abs. 4). An die Gründung privater Volksschulen werden besondere Maßstäbe gelegt (Abs. 5). An einigen Kindergärten gibt es eine vorschulartige Vorbereitung auf die Schullaufbahn.
Aufgrund der Kulturhoheit der Länder fallen Schulen in die Zuständigkeit der einzelnen Bundesländer, daher ist die konkrete Ausgestaltung des Schulwesens sehr unterschiedlich, es werden jedoch zunehmend gemeinsame Bildungsstandards etabliert. Das Schulsystem umfasst einen wichtigen Teil des Bildungssystems in Deutschland.
Bei öffentlichen Schulen trägt ein eigenes Ministerium (siehe Kultusministerium) der Bundesländer in der Regel die Verantwortung für Personal und die inhaltliche Arbeit an den Schulen. Ihnen obliegt zudem die Schulaufsicht. Die kommunalen Schulträger tragen die Verantwortung für räumliche und sächliche Ausstattung und für die Beschäftigten in der Verwaltung. In Bayern bestehen neben den staatlichen Schulen auch kommunale Schulen, in denen nicht nur der Sachaufwand, sondern auch der Personalaufwand durch die Kommune getragen wird, deren pädagogisches Personal keine Staatsbeamte und Kommunalbeamte sind. Zuständige Dienstbehörde ist an Stelle des Kultusministeriums ein städtischer Schulreferent.

### Kultusministerium

#### Staatliche Schulaufsicht
Die Schulaufsicht über sämtliche öffentlichen Schulen und staatlich anerkannten oder genehmigten Privatschulen (Ersatzschule) übt das Kultusministerium aus.

#### Inhaltliche Arbeit
Das Kultusministerium verwaltet als oberste Dienstbehörde zudem in der Regel das öffentliche Schulwesen. Die Kultusministerien und die Schulverwaltung sind sowohl für Planung als auch Organisation des staatlichen Schulsystems zuständig. Sie bestimmen neben dem Aufbau des Schulsystems die Unterrichtsinhalte sowie Unterrichtsziele durch staatliche Lehrpläne. Privatschulen bestimmen ihren Aufbau und ihre inhaltliche Ausrichtung selbst und können alternative pädagogische Konzepte, andere Lehrmethoden, Lehrinhalte oder Erziehungsziele oder eine religiöse/weltanschauliche Prägung verwirklichen. Sind Privatschulen als Ersatzschulen anerkannt oder genehmigt, wacht das Kultusministerium über die Gleichwertigkeit des Unterrichts, sofern die Ersatzschule vom staatlichen Lehrplan abweicht.

#### Aufbau
Die Namen und Zuschnitte der jeweiligen Ministerien werden von der jeweils regierenden Landesregierung festgelegt. Die Kultusministerien sind die obersten Behörden eines Landes für das jeweilige Schulsystem. Häufig sind dem Kultusministerium Behörden mit begrenzter örtlicher Zuständigkeit nachgeordnet: An der Spitze stehen als oberste Dienststellen die jeweiligen Kultusministerien, während hingegen auf der Ebene der Mittelbehörden entweder eine Verzahnung mit der allgemeinen inneren Verwaltung über besondere Abteilung der Regierungspräsidien (Schulämter) besteht oder von der allgemeinen inneren Verwaltung unabhängige, nur dem Kultusministerium unterstehende Behörden (Oberschulämter, Ministerialbeauftragte) eine mittlere Ebene einnehmen. Auf der unteren Verwaltungsebene befinden sich die Schulämter der Kommunalbehörden. Kommunale Schulen, soweit sie in einem Bundesland bestehen, unterstehen an Stelle der staatlichen Kultusverwaltung einer besonderen Abteilung der Stadtverwaltung (städtischer Schulreferent).

#### Personalaufwand
Die Personalkosten des staatlichen Schulsystems tragen in der Regel die Länder. Soweit wie in Bayern neben den staatlichen Schulen auch kommunale Schulen bestehen, wird der Personalaufwand dort durch die Kommunen getragen. Bei Privatschulen wird der Personalaufwand durch den Schulverein getragen. Sind Privatschulen als Ersatzschulen staatlich anerkannt oder genehmigt, enthalten sie Zuschüsse zum Personalaufwand. Die Zuschüsse können in unmittelbaren Geldzahlungen an die Privatschule bestehen, oder in dem der Staat die Gehaltszahlungen der Lehrer übernimmt (z. B. durch Auslandsdienstlehrkräften oder Bundesprogrammlehrkräften an deutschen Schulen im Ausland).

### Kommunale Schulträger
Die Kommunen oder (insbesondere bei berufsbildenden Schulen) die Landkreise übernehmen in der Regel die Sachkosten. Sie werden daher als Schulträger bezeichnet.
- Die räumliche Ausstattung umfasst die gesamte bauliche Gestaltung, Unterhaltung und Verwaltung (zum Beispiel Hausmeister, Reinigungspersonal und evtl. Cafeteria) der Schulen.
- Die sächliche Ausstattung umfasst neben dem Mobiliar auch die Ausstattung der Schulen mit Lehrmitteln (zum Beispiel Wandkarten, Schulbücher, Lexika, Duden, Atlanten) und technischen Geräten (zum Beispiel Tafeln, Overheadprojektoren, Fernsehgeräten und Computern), Sammlungen (Physik, Chemie, Biologie usw.), Musikinstrumenten usw.

Es existieren Schulen, die vollständig von einer Kommune getragen werden (kommunale Schulen). Die Kommunen sind zuständig für die Erstellung des Schulentwicklungsplanes.

## Gliederung des Schulwesens
Das Schulwesen lässt sich nach Lernfortschritt und Alter in Primarstufe, Sekundarstufe I und Sekundarstufe II gliedern. Frühkindliche Bildungseinrichtungen sind in Deutschland hingegen nicht dem Schulsystem, sondern den Leistungen der Kinder- und Jugendhilfe zugeordnet.

### Primarstufe
Der Primarbereich umfasst in Deutschland die Grundschule. Sie wird von allen Kindern unabhängig von ihrer Leistung besucht. Besondere Vorschulen für höhere Schulen sind in Deutschland nach Art. 7 Abs. 6 GG aufgehoben. In den meisten Bundesländern besuchen sie die Kinder ab dem sechsten Lebensjahr (wenn ein Kind vor dem 30. Juni das siebte Lebensjahr begonnen hat und nicht zurückgestellt wird). In der Regel umfasst die Grundschule vier Schuljahre, in Berlin und Brandenburg sechs. Auch hier gibt es einige Gymnasien mit fünften Klassen und Schulversuche mit sogenannten Schnellläuferklassen. In einigen Bundesländern umfasst die Primarstufe der Grundschule auch das System der Förderschulen.
Mit der Einführung der Grundschule durch das Reichsgrundschulgesetz vom 28. April 1920 wurden überwiegend vierjährige Grundschulen eingerichtet. Am Ende der vierten, in einigen Bundesländern erst am Ende der sechsten Jahrgangsstufe erfolgt ein institutioneller Übergang von der Primar- zur Sekundarstufe. Die Grundschulen sprechen in der Regel im letzten Primarschuljahr eine Empfehlung für eine weiterführende Schulform aus.
Typisch war für den deutschen Primarbereich seine Ausgestaltung als Halbtagsangebot. Aufgrund gesellschaftlicher Veränderungen unterliegt die Grundschule heute jedoch einem beschleunigten Wandel, der sich in Form von voller Halbtagsschule oder jahrgangsübergreifendem Unterricht niederschlägt. Auch die Heterogenität der Klassen nimmt zu.
Während in den Jahrgangsstufen 1 und 2 in allen Bundesländern noch eine ziffernfreie, verbale Beurteilung durchgeführt wird, unterscheiden sich die Bundesländer aber bereits in den darauffolgenden Jahrgängen hinsichtlich der Einführung von Noten. Nordrhein-Westfalen und Schleswig-Holstein haben hier die weitestgehenden Modelle, denn sie ermöglichen die Vergabe von Beurteilungszeugnissen bis zum Ende der Jahrgangsstufe 3.
Die Versetzung in die nächste Jahrgangsstufe stellt den Regelfall dar, da Lerndefizite durch Fördermaßnahmen und nicht durch Wiederholung des ganzen Schuljahres kompensiert werden sollen. Daneben ist die Grundschule die erste pflichtmäßige Sozialisationsinstanz außerhalb der Familie. Der Unterricht konzentriert sich auf Deutsch und Mathematik und wird durch weitere Lernbereiche ergänzt wie Sachkunde, Musik und Religionsunterricht. Das Klassenlehrerprinzip steht im Vordergrund, sodass jeder Lehrer im Prinzip alles unterrichten kann.
Die Grundschule trägt häufig zu Innovationen in der Pädagogik bei. Der pädagogische Schwerpunkt zeigt sich bereits in der Ausbildung der Lehrer, da Lehramtsstudiengänge für den Primarbereich einen deutlich höheren Anteil Pädagogik enthalten als andere Lehrämter (mit Ausnahme der Förderschule bzw. Sonderschule). Neue Konzepte, die in den Grundschulen praktiziert werden, sind etwa der früh beginnende Fremdsprachenunterricht, die stärkere Förderung der Entwicklung von Lernmethoden gegenüber fachlichem Wissen oder neue Formen im Lernprozess wie Freiarbeit, Projektunterricht oder offener Unterricht.

### Sekundarstufe I
Die Sekundarstufe I umfasst alle Schulformen bis zur Klasse 10 mit Ausnahme von Bildungsgängen an den beruflichen Schulen.
Klassische Schulen der Sekundarstufe I sind die Hauptschule, die Realschule und das Gymnasium bis zur Klasse 10. In vielen Bundesländern zählen die Gesamtschulen (bis zur Klasse 10) ebenso dazu wie alle in den Bundesländen individuell neu geschaffenen Schulformen. Beispiel hier für sind die Regionalschule (Rheinland-Pfalz, Mecklenburg-Vorpommern), die Erweiterte Realschule (Saarland), die Realschule plus (Rheinland-Pfalz ab 2009/10), die Mittelschule (Bayern), die Oberschule (Brandenburg, Bremen, Niedersachsen, Sachsen), die Regelschule (Thüringen), die Sekundarschule (Sachsen-Anhalt, Nordrhein-Westfalen), die Stadtteilschule (Hamburg), die Gemeinschaftsschule (Baden-Württemberg) und die Werkrealschule (Baden-Württemberg).
Die Sekundarstufe I kann nach dem 9. Schuljahr mit dem Abschluss Hauptschule Klasse 9, nach dem 10. Schuljahr mit unterschiedlich benannten Abschlüssen verlassen werden. Die Abschlüsse berechtigen zum Beginn einer Ausbildung, zu einem höherqualifizierenden Bildungsgang an einer beruflichen Schule oder zum Übergang in die Sekundarstufe II am Gymnasium oder einer Gesamtschule.

#### Hauptschule/Mittelschule
Die Hauptschule entwickelte sich aus der Oberstufe der Volksschule und erhielt 1964 im Rahmen des Hamburger Abkommens ihren Namen. Sie sollte von Anfang an auf eine Berufsausbildung vorbereiten und ist so deutlich praxis- und methodenorientierter als andere Sekundarschulen. Die Hauptschulen weisen, sofern es sie in einem bestimmten Bundesland noch gibt, nach wie vor praktischen Leistungen einen hohen Stellenwert zu.
Die Hauptschule, die als Gegengewicht zu einer zu „verkopften“ und damit die Hauptschul-Klientel angeblich überfordernden Bildung gedacht war und die der überwiegenden Zahl von Schülern angeblich angemessen sein und Realschulen und Gymnasien entlasten sollte, konnte ihrer Aufgabe nicht gerecht werden. Kritiker sprechen inzwischen mit zunehmender Akzeptanz bei den betroffenen Eltern und der aufnehmenden Wirtschaft von einer „Restschule“, in der nur noch wenige Schüler eingeschult werden, diese aber überproportional oft aus sozial schwächeren Milieus stammen und teilweise die deutsche Sprache nicht als Muttersprache haben.
Hierbei ist jedoch anzumerken, dass die Hauptschülerquote in ländlich geprägten Regionen deutlich höher ist als in Städten und in Bayern, wo der Elternwille anders als in anderen Bundesländern nicht maßgeblich ist, eine Übergangsquote von ca. 30 % hat. In Norddeutschland sind die entsprechenden Werte deutlich geringer, weil dort die Eltern über die ab Klasse 5 (bzw. in Brandenburg und Berlin ab Klasse 7) zu besuchende Schule ihrer Kinder entscheiden.
Nach der Aufnahme der ostdeutschen Bundesländer in die Bundesrepublik Deutschland am 3. Oktober 1990 entschieden sich diese gegen die Einrichtung der Institution Hauptschule. Auch aufgrund dieser Entwicklung zog die Kultusministerkonferenz 1993 die Konsequenz und akzeptierte auch Sekundarschulen unterschiedlicher Bezeichnungen, die die Bildungsgänge von Haupt- und Realschule verbinden. Die Hauptschule weiterführen wollen derzeit Bayern, Baden-Württemberg, Berlin, Hessen, Niedersachsen und Nordrhein-Westfalen. Die Mehrheit der Bundesländer hat die Hauptschule entweder gar nicht erst eingeführt (dies betrifft die ostdeutschen Beitrittsländer) oder (dies betrifft die Länder der „alten“ Bundesrepublik) die Hauptschulen mit den Realschulen zusammengefasst bzw. diese Maßnahme beschlossen (Hamburg, Schleswig-Holstein und Rheinland-Pfalz).

#### Realschule
Die Realschule wurde in Anlehnung an die preußische Mittelschule konzipiert, als Mittelstück zwischen Gymnasium und Volksschule mit einer „erweiterten Allgemeinbildung“. Die Schüler rekrutierten sich zu Beginn meist aus einer aufstiegsorientierten bürgerlichen Mitte.
Die Schulform soll der Nachfrage nach höher qualifizierten Schulabgängern, die für anspruchsvollere Berufsausbildungen gesucht werden, gerecht werden und hat sich bisher erfolgreich gegen ihr Aufgehen in anderen Schulen durchgesetzt. Ihr Erfolg begründet sich dabei einerseits in der Berücksichtigung des zunehmenden Wandels hin zur Dienstleistungsgesellschaft im Curriculum und andererseits in den zahlreichen Möglichkeiten, die ein Realschulabschluss (Mittlere Reife) bietet, die heute vielen als Maßstab für eine grundlegende Schulbildung gilt. Dieser Abschluss öffnet den Zugang zu vielen Ausbildungsberufen, aber auch zu Fachoberschulen mit Fachhochschulreife sowie Beruflichen und Fachgymnasien, in denen die allgemeine Hochschulreife erworben werden kann. Insgesamt steht die Realschule in der Mitte des Bildungswesens – sie ist zwar einerseits stark berufsorientiert, lässt andererseits aber den Weg zum Hochschulstudium offen. Zunehmend lässt sich jedoch in einigen Bundesländern ein Zusammenwachsen mit der Hauptschule feststellen, die als erweiterte Hauptschule inzwischen auch zur mittleren Reife führen kann, wenn sie nicht bereits ganz abgeschafft wurde.

#### Gymnasium
Seit dem Düsseldorfer Abkommen im Jahre 1955 werden alle Schulen, die zur allgemeinen Hochschulreife führen, als Gymnasium bezeichnet. Das Gymnasium umfasst beide Sekundarbereiche und prüft kontinuierlich den Leistungsstand der Schüler, welche bei schwachen Leistungen in andere Bildungsgänge verwiesen werden können – ist also eine selektive Schule. Erst seit jüngster Zeit kann etwa in Bayern über die Berufsoberschule die allgemeine Hochschulreife außerhalb von Gymnasien erworben werden.
Seit 1990 besuchen mehr Schüler der Sekundarstufe I in Deutschland das Gymnasium als eine Realschule oder Hauptschule. Das Gymnasium hat die Aufgabe, eine vertiefte allgemeine Bildung zu vermitteln und ein grundlegender Bestandteil des Gymnasiums ist das Erlernen von zwei Fremdsprachen. Das Gymnasium stellt den schnellsten Weg zum Abitur dar und ermöglicht den direkten Zugang zu allen Arten von Berufsausbildungen, Fachhochschul- oder Hochschulstudien.

#### Gemeinschaftsschule
Die Gemeinschaftsschule ist die am meisten diskutierte Schulform in Deutschland. Ihr Konzept beruht auf der Forderung nach mehr Chancengleichheit im Bildungswesen und möchte deshalb vor allem der frühen Bildungslaufbahnentscheidung, der mangelhaften Förderung der Einzelnen entsprechend ihren Neigungen und Interessen, dem nicht-bedarfsgerechten und eng gefassten Fächerangebot anderer Schulformen sowie den vorgeworfenen sozialen Selektionstendenzen im Bildungswesen entgegenwirken.
Die Kritik der Gemeinschaftschulgegner bezieht sich hauptsächlich auf den Vorwurf, dass die Schüler in dieser Schulform nicht, ihrem Leistungsvermögen entsprechend, individuell gefördert werden können, da dort leistungsstarke und leistungsschwache Schüler zusammen unterrichtet werden. Der Position der Gemeinschaftschulgegner, dass gute Schüler von schlechteren „nach unten gezogen werden“, steht die Tatsache gegenüber, dass im internationalen Vergleich Länder mit Gesamtschulsystemen wie einige skandinavische Länder und insbesondere Finnland besonders gut abschneiden.
Dies könnte nicht nur daran liegen, dass möglicherweise die lernschwächeren Schüler von Gemeinschaftsschulen profitieren, sondern auch die leistungsstärksten Schüler in Finnland besser abschneiden als die vergleichbaren Schüler in Deutschland. Dies könnte jedoch auch auf die, im internationalen Vergleich sehr gute, Betreuungsrelation zwischen Lehrern und Schülern in Finnland zurückzuführen sein. Zu erwähnen ist auch, dass die finnische Gesamtschule ihre Schüler nicht in unterschiedliche Leistungsgruppen einteilt. Auch die USA verfügen über ein Gesamtschulsystem und erzielen damit nur geringe Erfolge.
Generell lassen sich die Gesamtschulen in zwei Typen unterscheiden: die integrierten Gesamtschulen, die alle Bildungsgänge in einer Schule enthalten, und die kooperativen Gesamtschulen, die zwar alle Bildungsgänge in einer Schule zusammenfassen, innerhalb dieser jedoch differenzieren.
Die erste Gesamtschule wurde 1968 in West-Berlin als Versuchsschule gegründet. Heute existieren bundesweit über 800 integrierte Gesamtschulen. In manchen finanzschwächeren Kommunen sind Gesamtschulen willkommen, da sie aufgrund der Verschmelzung und Auflösung anderer Schulformen zu Gunsten einer großen mehrzügigen Einrichtung Geld einsparen. Da in Deutschland die Gesamtschulen neben dem herkömmlichen gegliederten Schulsystem existieren, sind sie mit dem Problem konfrontiert, mit Gymnasien und Realschulen zu konkurrieren. Vor allem die besseren Grundschulabgänger (bzw. deren Eltern) ziehen Realschulen und Gymnasien den Gesamtschulen vor. Dadurch entsteht eine Verzerrung des Leistungsvermögens nach unten – dies wird auch als Creaming-Effekt bezeichnet.

#### Kritik
Zu den Problemen dieser Stufe gehört der richtige Zeitpunkt, zu dem ein Schüler einer Schulform zugeteilt werden kann. In zahlreichen Studien versuchte man nachzuweisen, dass eine Aufteilung der Schüler nach der vierten Klasse in unterschiedliche Schulformen entwicklungspsychologisch fehlerhaft ist und zu einer nicht korrigierbaren Benachteiligung für den späteren Lebensweg führt.
Da viele Schüler in der Pubertät Leistungssprünge nach oben und unten aufweisen, kann es hier zu Fehleinschätzungen kommen. Die Zahl der Wechsel zwischen Schulformen und der Wiederholungen („Sitzenbleiber“) ist in Deutschland erheblich. Da dies sowohl ein pädagogisches als auch ein finanzielles Problem ist, bemüht sich die Schulverwaltung um eine Senkung dieser Zahlen und eine Steigerung möglichst zutreffender Prognosen der Schullaufbahn durch die Lehrer.

### Sekundarstufe II
Die Sekundarstufe II umfasst im allgemein bildenden Bereich traditionell die Jahrgänge 11 bis 13 (gymnasiale Oberstufe) und schließt mit der allgemeinen Hochschulreife (Abitur) ab. Im Zuge der Schulreform durch den Beitritt der DDR zur Bundesrepublik nach der Wiedervereinigung konnte die allgemeine Hochschulreife in einigen Bundesländern auch schon nach zwölf Jahren erlangt werden (Sachsen, Thüringen, Mecklenburg-Vorpommern bis 2001). Das Abitur nach zwölf Jahren (achtjähriges Gymnasium – G8) ist in vielen Bundesländern eingeführt, wurde aber auch in einigen wie Bayern wieder abgeschafft. Als Grund für den Wechsel zum G8 gab man an, man wolle die im internationalen Vergleich lange Schulzeit verkürzen. Viele Elternvereinigungen bekämpfen diese Verkürzung vehement.
Ein Jahr vor der allgemeinen Hochschulreife kann der schulische Teil der Fachhochschulreife erlangt werden.
Im berufsbildenden Bereich umfasst die Sekundarstufe II alle Bildungsgänge und alle beruflichen Schulformen mit Ausnahme der Technikerschulen und der Abendschulen. Im berufsbildenden Bereich führen Berufskollegs, Fachoberschulen und Berufsoberschulen ebenfalls zur allgemeinen Hochschulreife.

#### Gymnasiale Oberstufe
Die gymnasiale Oberstufe beginnt mit der elften (im achtjährigen Gymnasium (G8) mit der zehnten) Klasse und umfasst drei Jahre: eine einjährige Einführungsphase und eine zweijährige Qualifikationsphase. In Sachsen und Thüringen, wo das Gymnasium generell nur bis zur Klassenstufe 12 geht, besteht die Sekundarstufe II/Oberstufe nur aus der elften und zwölften Klasse. Es gibt mit Ausnahme der beruflichen Gymnasien keine Einführungsphase. Die gymnasiale Oberstufe ist geprägt von einem Kurssystem, in welchem Schüler ihre bevorzugten Fächer wählen und Schwerpunkte setzen können, wobei dieses gezielt auf eine akademische Ausbildung vorbereiten soll. Für die Oberstufe der Gesamtschulen gelten die gleichen Bestimmungen wie an anderen Schulen mit Sekundarstufe II, die zum Abitur führen.
Fast alle Bundesländer reformieren ihr Oberstufensystem zurzeit in Richtung einer stärkeren Grundbildung und weniger Spezialisierung. Deutsch, Mathematik und Englisch bzw. eine weitergeführte Fremdsprache werden vielfach wieder zu nicht abwählbaren Kern- und obligatorischen Prüfungsfächern.
Seit einiger Zeit gibt es daneben Ansätze zur Umgestaltung der Oberstufe mit einer punktuell stärkeren Berücksichtigung von Kompetenzen für das Berufsleben und Neuerungen im didaktisch-methodischen Bereich. Dies liegt unter anderem an der seit längerem zu verzeichnenden Tendenz, dass Abiturienten vermehrt Berufsausbildungen oder ein Fachhochschulstudium anstreben.
Sehr umstritten ist die Abiturientenquote. Während Bayern die Zahl der Abiturienten recht klein bei 34,3 % eines Geburtsjahrgangs hält (davon 22,2 % allgemeine Hochschulreife und 12,1 % Fachhochschulreife im Jahr 2005), führen andere Bundesländer über die Hälfte eines Jahrgangs zu einer Hochschul- oder Fachhochschulreife. Nordrhein-Westfalen erreicht inzwischen mit 53,4 % den Spitzenwert (davon 32 % allgemeine Hochschulreife und 21,4 % Fachhochschulreife 2005, Zahlen nach Statistischem Bundesamt). Verglichen mit anderen Staaten, die kein gegliedertes Schulsystem haben, sind diese Werte noch gering und stellen nach Ansicht mancher die Zukunftsfähigkeit der deutschen Wirtschaft und Gesellschaft infrage.

#### Berufsbildende Schule
In Deutschland werden neun Formen der Berufsbildenden Schulen unterschieden, die jeweils spezifische Aufgaben erfüllen: das Berufsvorbereitungsjahr, Berufsgrundschuljahr, die eigentliche Berufsschule, Berufsfachschule, Berufsaufbauschule, Fachoberschule und das Berufliche Gymnasium sowie die Kollegschulen.
Aufgrund der Teilzeitschulpflicht, die in Deutschland bis zum Ende des 18. Lebensjahres bestand, müssen alle Jugendliche bis dahin eine Schule besuchen. Deshalb wurde für diejenigen Schüler, die nach dem Hauptschulabschluss keine Ausbildung begonnen haben, das sogenannte Berufsgrundschuljahr (BGJ) eingerichtet, in welchem sie Grundqualifikationen eines Berufsfeldes erwerben können. Wurde der Hauptschulabschluss nicht erreicht, so kann die Berufsreife im Berufsvorbereitungsjahr (BVJ) erworben werden.
Die klassische Berufsschule ist ein Teil der dualen Ausbildung und bietet eine fachtheoretische und allgemeinbildende Begleitung der Ausbildung in einem anerkannten Ausbildungsberuf im Ausbildungsbetrieb. Daneben gibt es die Berufsfachschule, in der sowohl Ausbildungen des dualen Systems als auch sogenannte reine schulische Berufsausbildungen absolviert werden können. Neben oder auch nach der Berufsausbildung kann die Berufsaufbauschule besucht werden, um die mittlere Reife zu erwerben, die den Übergang zur Fachoberschule (FOS) oder zum beruflichen Gymnasium erlaubt.
Der Besuch der Fachoberschule (FOS) setzt einen mittleren Bildungsabschluss voraus und führt nach einem zweijährigen Vollzeitschulunterricht zur Fachhochschulreife. In einigen Ländern gibt es die Möglichkeit, durch den Besuch der FOS13 die fachgebundene Hochschulreife bzw. die allgemeine Hochschulreife zu erhalten. Analog zu der FOS gibt es in mehreren Bundesländern auch Berufsoberschulen (BOS), welche je nach gewünschtem Abschluss und Dauer des Schulbesuches alle Arten der Hochschulzugangsberechtigungen verleihen. Der Besuch der BOS setzt die mittlere Reife wie auch eine abgeschlossene Berufsausbildung voraus, welche auch den Schwerpunkt im späteren Besuch der BOS festlegt. FOS und BOS sind in Bayern zur Beruflichen Oberschule Bayern (BOB) zusammengefasst.
Innerhalb der Berufsschulen nimmt das berufliche Gymnasium eine Sonderstellung ein. Es handelt sich dabei um eine gymnasiale Oberstufe mit beruflichen Schwerpunkten, nach denen sich die Schule dann zum Beispiel Technisches Gymnasium, Wirtschaftsgymnasium, Ernährungswissenschaftliches Gymnasium, Biotechnologisches Gymnasium nennt. Diese führt, wie alle gymnasialen Oberstufen, zur allgemeinen Hochschulreife.
An Berufskollegs bzw. Kollegschulen wird – ähnlich wie in der gymnasialen Oberstufe mit beruflichem Schwerpunkt – die berufliche Bildung gleichwertig zur allgemeinen Bildung vermittelt. Kollegschulen gibt es für den technischen, den wirtschaftlichen und den sozialen Bereich. Kollegschulen führen zu einem beruflichen Abschluss (zwischen Facharbeiter und Techniker) und zur allgemeinen Hochschulreife.

##### Duale Ausbildung
Das System der dualen Berufsausbildung ist nur in sehr wenigen Staaten anzutreffen, obgleich es sich bewährt hat. Es ist gekennzeichnet durch die Aufteilung der Ausbildung auf mehrere Lernorte, die sich in der Trägerschaft von Berufsschule und Ausbildungsbetrieb befinden, hinzu können aber auch überbetriebliche Lerneinrichtungen besucht werden.
Die Berufsschule übernimmt dabei die fachtheoretische und allgemeine Bildung. Sie bietet somit Unterricht in Fächern mit konkretem beruflichem Bezug, aber auch in berufsübergreifenden Fächern oder in Fächern zur politischen und allgemeinen Bildung an. Das genaue Fächerangebot ist jedoch vom jeweiligen Lehrplan abhängig, der aufgrund des Kulturföderalismus von den Ländern erlassen wird. Dieser muss sich jedoch an einem Rahmenlehrplan orientieren, der von der Kultusministerkonferenz verabschiedet wird.
Demgegenüber steht die Ausbildung im Betrieb bzw. am Arbeitsplatz, die sich auf die fachpraktische Bildung erstreckt. Diese wird über die Ausbildungsordnung geregelt, die dem Betrieb jedoch freie Wahl der Zeitplanung, Lernort- und Methodenwahl zugesteht. Teilweise gibt es jedoch auch inner- und überbetriebliche zusätzliche Schulungsangebote.

### Sonderbereiche
Neben dem System aus Regelschulen in öffentlicher (staatlicher, kommunaler oder gemeinsamer staatlicher/kommunaler) Trägerschaft gibt es ein System aus weiteren Schulen und Bildungseinrichtungen, die teils in öffentlicher und teils in privater (freier) Trägerschaft geführt werden.

#### Privatschulen

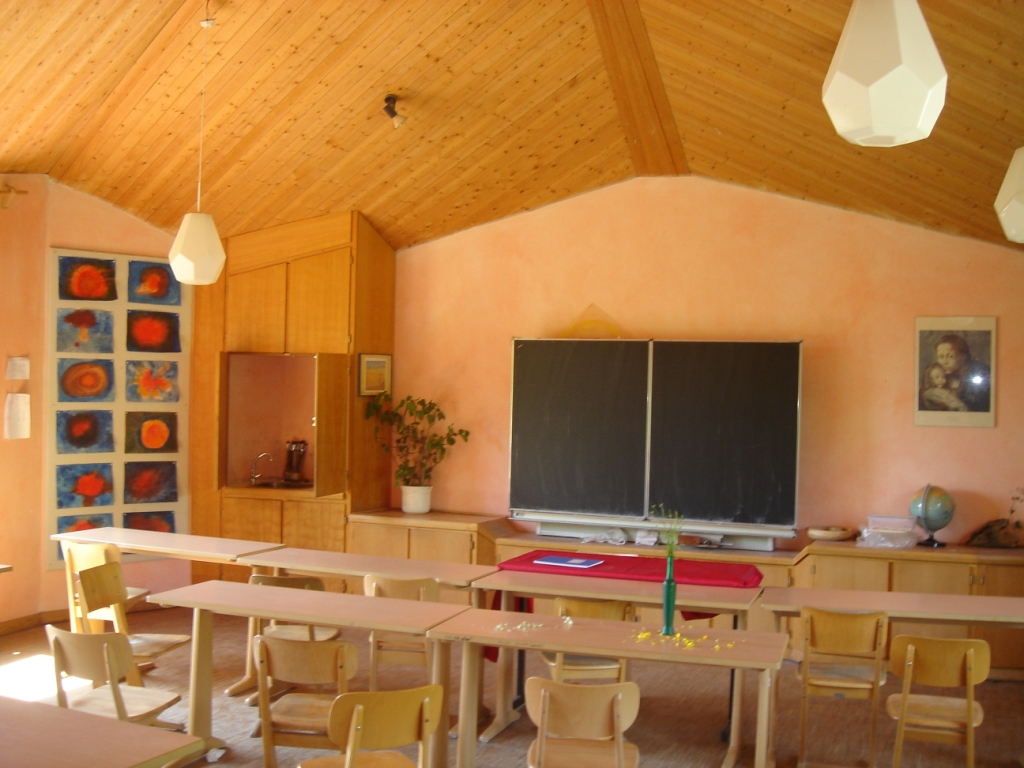
Klassenraum einer Waldorfschule

Privatschulen haben im deutschen Bildungswesen eine geringere Bedeutung als in anderen Staaten. Durch Art. 7 GG hat der Staat die Aufsicht über das ganze Schulwesen. Zwar garantiert dieser Artikel auch das Recht auf die Gründung von privaten Schulen, jedoch unter Auflagen für die staatliche Anerkennung. Falls Privatschulen zu vergleichbaren Schulabschlüssen führen, werden sie als Ersatzschulen anerkannt, und es werden die Kosten für Lehrpersonal, Unterhalt und Verwaltung zu einem großen Teil vom Staat bezuschusst, so dass durch die Erhebung eines sozialverträglichen Schulgelds das Sonderungsverbot erfüllt werden kann.
Privatschulen werden meist aus weltanschaulichen oder pädagogischen Beweggründen eingerichtet. Derzeit sind über eine halbe Million Schüler in 2500 privaten allgemeinbildenden und berufsbildenden Schulen untergebracht, von denen sich ein großer Teil in kirchlicher Trägerschaft befindet, darunter viele Schulen für Erziehungshilfe, weil diese oft an Kinderheime angegliedert sind. Diesen folgen die Waldorfschulen und Landerziehungsheime sowie weitere freie Schulen, wie Montessorischulen, Jenaplan-Schulen, andere reformpädagogische Schulen oder Alternativschulen. Trotz ihrer quantitativen Randstellung im Bildungssystem haben Privatschulen teilweise eine Vorreiterfunktion inne, da sie neue Konzepte praktizieren, die im öffentlichen Schulsystem später einzogen. Besonders reformpädagogische Ansätze fanden im öffentlichen Schulwesen Anwendung, nachdem sie an Privatschulen zu Erfolgen geführt hatten.

#### Zweiter Bildungsweg
Beim Zweiten Bildungsweg ermöglichen besondere Institute, Abendschulen und Kollegs die Weiterbildung Erwachsener und können bis zur Hochschulreife führen. Sie bieten die Möglichkeit, fehlende Abschlüsse nachzuholen, zum Beispiel nach dem erfolgreichen Abschluss der Hauptschule einen Realschulabschluss neben der eigentlichen Berufsausbildung zu machen, um später weitere Aufstiegsmöglichkeiten zu haben.

#### Förderschulen
Für Schüler, die aufgrund einer Behinderung eine geringe Aussicht auf Erfolg im allgemeinbildenden Schulsystem haben, existieren Sonderschulen, die heute, je nach Bundesland unterschiedlich bezeichnet werden. In Baden-Württemberg tragen sie den Namen Sonderpädagogischen Bildungs- und Beratungszentren und in Bayern Förderzentren, um den Charakter der Förderung hervorzuheben und das Stigma der Aussonderung zu vermeiden und darauf hinzuweisen, dass neben dem Unterricht der Schüler der eigenen Schule eine Beratung anderer Schularten angeboten wird. Bereits 1778 wurde eine Anstalt für Taubstumme in Leipzig eingerichtet und um 1900 gab es erste Vorläufer der Förderschulen.
Förderschulen können prinzipiell zu den gleichen Abschlüssen wie die übrigen Schularten führen. So sind z. B. an Schulen mit dem Förderschwerpunkt Sehen, körperliche und motorische Entwicklung und Hören die Bildungsgänge des Gymnasiums, der Realschule und der Hauptschule eingerichtet. Förderschulen widersprechen dem Gedanken der Inklusion, so dass über ihre Abschaffung nachgedacht wird.
In Deutschland existieren Förderschulen mit verschiedenen Förderschwerpunkten, die jedoch nicht in jedem Bundesland alle vertreten sind und teilweise unterschiedlich bezeichnet werden:
- Förderschwerpunkt Lernen – für Schüler mit Lernbehinderung; führt zu einem besonderen Abschluss, der teilweise nicht als Hauptschulabschluss anerkannt wird.
- Förderschwerpunkt soziale und emotionale Entwicklung – für Schüler mit Problemverhalten; oft an Jugendhilfeeinrichtungen und Kinderheime angegliedert, führt meist zum Hauptschul- oder Realschulabschluss.
- Förderschwerpunkt geistige Entwicklung – für Schüler mit geistiger Behinderung; soll wesentliche Fertigkeiten zum möglichst selbständigen Leben vermitteln.
- Förderschwerpunkt Hören – für schwerhörige oder gehörlose Schüler; soll Kommunikationsfähigkeit fördern und auf weiterführende Schulen vorbereiten.
- Förderschwerpunkt Sprache – für Schüler mit einer Sprachentwicklungsstörung; Ziel ist die Wiedereingliederung in das Regelschulsystem.
- Förderschwerpunkt Sehen – für blinde und sehbehinderte Schüler; soll auf weiterführende Schulen vorbereiten.
- Förderschwerpunkt körperliche und motorischen Entwicklung – für Schüler mit Körperbehinderung; führt zu einem Abschluss der sich nach dem Grad der Behinderung richtet.
- Förderschwerpunkt Unterricht für kranke Schüler – soll Schüler in stationärer medizinischer Behandlung auf dem Laufenden halten.
- berufliche Förderschulen – besonders für geistig Behinderte, bildet in der Regel in Hilfsberufen aus (zum Beispiel Küchenhilfe, Gärtnergehilfe und ähnliches).

Die Sonderschule/Förderschule als solches ist nicht unumstritten, zumal es seit den 1970er Jahren positive Erfahrungen mit der integrativen Beschulung behinderter und nicht-behinderter Schüler in Regelschulen gibt. Aufgrund dieser positiven Erfahrungen nimmt die Zahl von Integrationsschulen stetig zu. In Baden-Württemberg führen die Sonderpädagogischen Bildungs- und Beratungszentren zu den Abschlüssen der Regelschulen, soweit dies nach der Art der Behinderung möglich ist. Die Regelschulen sollen behinderte Schüler aufnehmen, falls dies möglich ist.

#### Ersatzschulen/Ergänzungsschulen
Ergänzungsschulen bereichern das Schulwesen durch neue Bildungsgänge. So finden sich insbesondere im Bereich der beruflichen Bildung viele Ergänzungsschulen, für die es keine Entsprechungen bei staatlichen Schulen gibt, zum Beispiel die Einjährige Höhere Berufsfachschule.
Ersatzschulen sind Privatschulen, die anerkannte Abschlüsse (zum Beispiel Abitur, Realschulabschluss) vergeben wollen und/oder durch ihren Besuch die Schulpflicht erfüllt werden soll. Ihr Besuch soll den Besuch einer entsprechenden staatlichen Schule ersetzen. Ersatzschulen bedürfen einer eigenen staatlichen Anerkennung und sind staatlichen Kontrollen unterworfen.

#### Nachhilfe
Der Nachhilfesektor umfasst alle außerschulischen fachlichen Unterstützungen für Lernende, die die schulischen Leistungen verbessern sollen. Während dies in der Primarstufe meist noch innerfamiliär und besonders zur Vorbereitung von Klassenarbeiten geschieht, nimmt die Verbreitung von bezahlter Nachhilfe mit dem erreichen höherer Klassenstufen zu. Der Nachhilfesektor ist bislang kaum erforscht, jedoch hat Michael Behr in einer 1990 veröffentlichten Studie festgestellt, dass etwa die Hälfte aller Schüler in ihrer Schulzeit zumindest einmal bezahlte Nachhilfe in Anspruch genommen hat. Hierbei ist eine steigende Tendenz feststellbar, was auf eine Motivverschiebung bei der Inanspruchnahme von Nachhilfe zurückzuführen ist. Während früher Nachhilfe vor allem solche Leistungsdefizite ausgleichen sollten, die die Versetzung akut gefährdeten, wird sie heute zunehmend auch gegeben, um den allgemeinen Notenschnitt anzuheben.
Der Bereich der Nachhilfe wird zunehmend ökonomisch erschlossen, so gibt es zurzeit über 3000 private Nachhilfeinstitute, die ihre Dienstleistungen auch Studierenden anbieten. In den letzten Jahren kristallisiert sich ein weiterer Nachhilfezweig heraus, der internetgestützt vor allem von Schulbuchverlagen und Lernsoftwareentwicklern erschlossen wird.

## Schulpflicht in Deutschland
Nach dem Abkommen zwischen den Ländern der Bundesrepublik zur Vereinheitlichung auf dem Gebiete des Schulwesens (von 1964 i. d. F. v. 14. Oktober 1971) beginnt die Schulpflicht für alle Kinder am 1. August des Jahres, in dem das sechste Lebensjahr bis zum 30. Juni vollendet wurde.

## Kritik
Das deutsche Schulsystem ist häufig Gegenstand politischer Debatten, wobei sich grob zwei Richtungen unterscheiden lassen, aus welchen die Kritik kommt.
Einerseits sind dies die Kritiker des Bildungssystems an sich. Sie fordern die Abschaffung der zu frühen äußeren Differenzierung (in Haupt-, Realschule, Gymnasium und Sonderschule) und die Integration, bis hin zur Inklusion aller Schüler in einer Gemeinschaftsschule. Sie argumentieren mit der internationalen Vorherrschaft dieser Schulform, die auch in den Staaten, die bei PISA-Studien bestens abschneiden, besteht. Weiterhin fordern viele weitgehendere Überarbeitungen und Kürzungen der Lehrpläne bis zur Abschaffung, mehr pädagogische Freiheit für Lehrer, eine bessere pädagogische Ausbildung in der Lehrerbildung, Reduktion der Inhalte und mehr Toleranz in Bezug auf die Verschiedenartigkeit der Schüler.
Die andere Richtung übt Kritik an der Schule als Institution, macht diese verantwortlich für die Mängel im Bildungssystem und das mittelmäßige Abschneiden in internationalen Vergleichsstudien. Diese fordern im Gegenteil eine Forcierung der Separation, größere Pflichtanteile der Lehrpläne, weniger pädagogische und mehr fachliche Ausbildung für Lehrkräfte.
Die gegenwärtige Entwicklung ist zwiespältig. Die allgemeine Tendenz zu mehr Leistungsanforderungen wird in den Vergleichsarbeiten und Bildungsstandards deutlich. Zudem befürchten Kritiker, dass durch eine Reihe von Maßnahmen (Abschaffung der Lernmittelfreiheit, Abschaffung der Grundschulbezirke, Abkopplung des Gymnasiums von Realschule und Hauptschule, Einführung von Studiengebühren, der Masterstudiengang als „neue Bildungsschwelle“ und die massive Zunahme von Kinderarmut in Deutschland) in einigen Ländern die Bildungsbenachteiligung noch erhöht wird.

### Qualität
Bei Schulleistungsuntersuchungen schneidet Deutschland im weltweiten Vergleich häufig nur mittelmäßig oder sogar unterdurchschnittlich ab, wobei einzelne Länder wie Sachsen und Bayern deutlich besser abschneiden als der Rest Deutschlands.
Oft steht der mangelnde Erfolg der Wissensvermittlung in der Kritik. 40 % der Schüler der neunten Jahrgangsstufe machen in den naturwissenschaftlichen Fächern und in Mathematik nach einem Jahr keine messbaren Fortschritte, so die PISA-Forscher einer Sonderstudie.

### Uneinheitliche Qualitätsstandards der Bundesländer
Es wird am deutschen Schulsystem häufig kritisiert, dass es kein bundesweites zentrales Abitur gibt. Stattdessen ist das Abitur je nach Bundesland unterschiedlich, was die Leistungen nach Meinung des Deutschen Hochschulverbands und vielen Bildungsforschern nur schwer vergleichbar macht. Für mehr Gerechtigkeit bei der Studienplatzvergabe fordert beispielsweise die FDP, aber auch Politiker der CDU wie Susanne Eisenmann ein bundesweites Zentralabitur.

### Stagnation
Ex-Schulleiter Oliver Hauschke wirft dem Schulsystem in Deutschland vor, dass es „weder didaktisch noch organisatorisch auf der Höhe der Zeit sei“. Konkret kritisiert er, dass es „viel zu viel Stagnation zu beobachten [gibt]“ und sich deutsche Schulen „nicht reformieren lassen und die notwendigen Veränderungen viel zu langsam angehen“. Ebenfalls kritisiert er, dass die Mehrheit der Schüler bis heute in erster Linie kurzfristig für Prüfungen lernen (Bulimielernen), dass „wissenschaftliche Erkenntnisse […] in den Schulen standhaft ignoriert [werden]“ und „jedes Bundesland selbst über die Bildungspolitik entscheiden darf“. Er fordert in seinem Buch „Schafft die Schule ab: Warum unser Schulsystem unsere Kinder nicht bildet und radikal verändert werden muss!“ grundlegende Bildungsreformen und eine Abschaffung des gegenwärtigen Schulsystems.

### Soziale Gerechtigkeit
Dem deutschen Schulwesen wird auf der Basis empirischer Untersuchungen vorgeworfen, sozial selektiv zu sein und mit der Selektion schon sehr früh (nach der Grundschule) zu beginnen. Ergebnisse bei den PISA-Studien sowie der Bildungsbericht des UN-Beauftragten Vernor Muñoz bekräftigen diesen Vorwurf. Laut der IGLU-Studie 2006 besuchen weitaus höhere Prozentzahlen der Kinder der oberen Schichten das Gymnasium als Kinder aus Arbeiterfamilien.
Die Ursachen sind vielfältig. Gomolla/Radtke belegen, dass zumindest für Kinder von Migranten das Schulsystem im Leistungsbereich diskriminierend ist. Der Befund von Gomolla/Radtke kann allerdings auf sozial Schwache erweitert werden.
Der deutsche Astrophysiker Harald Lesch kritisiert am deutschen Schulsystem, dass die Aufteilung in die verschiedenen Schulformen zu früh vonstattengeht. Generell sei die Zeitkomprimierung durch das Abitur in acht Jahren im deutschen Schulsystem unsinnig. Als Argument führt er an, dass die Menschen auf Grund des medizinischen Fortschritts immer länger arbeiten werden und durch mehr Zeit die Möglichkeit haben sollten, sich in ihren jungen Jahren entwickeln zu können, statt verunsichert und ahnungslos studieren oder in die Berufswelt gehen zu müssen. Außerdem ist er der Meinung, dass es im deutschen Schulsystem zu viele Prüfungen und zu wenig fachübergreifendes Lernen gibt. Das gegenwärtige Lernen in Schulen nach Fächern, zwischen denen keinerlei Zusammenhang besteht, sorge dafür, dass in den Köpfen der Schüler etwas entsteht, das der Welt nicht entspricht. Ebenso sollte Schülern erklärt werden, inwiefern das, das sie in der Schule lernen, relevant für ihr Leben sein könnte, damit sie verstehen, wofür sie etwas lernen.
Die Bildungschancen für arme Kinder seien nach einem Sozialbericht in Deutschland geringer als für wohlhabende.
Auch die Bildungschancen für Kinder, deren Eltern einen niedrigeren Schulabschluss haben, seien nach einem OECD-Bericht in Deutschland geringer als für Kinder, deren Eltern einen höheren Schulabschluss aufweisen können. Es wird konkret kritisiert, dass es zu einer sozialen Trennung von Schülern oft bereits in der Grundschule kommt. Dies würde dafür sorgen, „dass 46 Prozent der Schüler mit sozialer und ökonomischer Benachteiligung Schulen besuchen, die viele benachteiligte Schüler versammeln.“

## Schulversuche/Modellprojekte
Schulversuche oder Modellprojekte sind Instrumente der Innovation und haben die Aufgabe, das Schulwesen eines Bundeslandes qualitativ weiterzuentwickeln. Sie dienen der Erprobung neuer pädagogischer und organisatorischer Vorstellungen, wie Veränderungen im Aufbau und der Gliederung des Schulwesens sowie Ergänzungen der Stundentafeln und Lehrpläne (Rahmenrichtlinien). In der Regel werden Schulversuche wissenschaftlich begleitet. Schulversuche können in Deutschland aus Landes- und/oder aus Bundesmitteln finanziert werden.

## Schulausstattung
Bei einer Lehrerumfrage in Nordrhein-Westfalen im Jahre 2014 gaben 83 % der Pädagogen an, dass Computer nur als Einzelexemplar im Büro der Schulleitung oder in getrennten Computerräumen vorhanden seien. Ein Prozent der Schulen hatten für alle Klassen Tabletcomputer. 70 % der Schulen verfügen über schnelles Internet, bei den Grundschulen waren es 59 %. 90 % der Befragten gaben an, sich ihre IT-Kenntnisse privat angeeignet zu haben. Mit dem Digitalpakt (offiziell DigitalPakt Schule) möchte das BMBF und die deutsche Bundesregierung die Ausstattung mit Computern und Tablets in den allgemeinbildenden Schulen und damit deren „Digitalisierung“ fördern.

## Personal

### Lehrendes Personal

#### Schullehrer
Alle Lehrer müssen im heutigen Deutschland eine wissenschaftliche, didaktisch-methodische und fachpraktische Ausbildung an einer Wissenschaftlichen Hochschule absolvieren. Bis in die 1960er Jahre war die Volksschullehrerausbildung sogenannten „Pädagogischen Fachinstituten“ zugeordnet und eher praxisorientiert. Die aus ihnen erwachsenen Pädagogischen Hochschulen wurden zunehmend wissenschaftlich orientiert und 1972 zu Wissenschaftlichen Hochschulen, die durch Zuerkennung des uneingeschränkten Promotions- und Habilitationsrechts den Universitäten heute statusmäßig gleichgestellt sind. Sie wurden entweder in die ortsnahen Universitäten eingegliedert oder (wie in Baden-Württemberg) als selbstständige Wissenschaftliche Hochschulen weitergeführt.
Die insgesamt fünf- bis siebenjährige Lehrerausbildung, die im internationalen Vergleich einen hohen Anteil an Pädagogik und Didaktik aufweist, findet in zwei Phasen oder in phasenintegrierter Form statt. Bei der phasengetrennten Ausbildung muss zunächst eine wissenschaftliche Grundausbildung an einer Hochschule absolviert werden, bevor das Referendariat begonnen werden kann. Bei der phasenintegrierten Lehrerbildung (z. B. der Pädagogischen Hochschulen) werden das theoretische Studium bereits begleitende Praktika an Schulen verlangt. Diese sollen der besseren Verbindung von Theorie und Praxis sowie der Selbstfindung für die Eignung für den späteren Lehrberuf dienen, bevor das Referendariat folgt. Im Hochschulstudium wird neben zwei oder mehr Fachwissenschaften ein erziehungswissenschaftliches Studium absolviert, das je nach angestrebter Schulform einen unterschiedlich großen Umfang hat. Zurzeit gibt es hier die Studiengänge des Lehramtes an:
- Gymnasien – berechtigt zum Unterrichten an Gymnasien, Real- und Hauptschulen.
- Realschulen – berechtigt zum Unterrichten an Gymnasien bis zum Ende der Mittelstufe, Real- und Hauptschulen.
- Grund- und Hauptschulen – berechtigt zum Unterrichten an Grund- und Hauptschulen.
- berufsbildenden Schulen – berechtigt zum Unterrichten an allen Arten von Berufsschulen und beruflichen Gymnasien.
- Sonderschulen – berechtigt zum Unterrichten an Grund-, Haupt- und Sonderschulen sowie integrierten Gesamtschulen mit sonderpädagogischem Anteil.

In einigen Bundesländern gibt es die Stufenlehrerausbildung und dementsprechend die Studiengänge:
- Primarstufe (Grundschulen)
- Sekundarstufe I (alle Schulen bis Klasse 10)
- Sekundarstufe II (alle Schulen ab Klasse 10)

Die wissenschaftliche Ausbildung an der Hochschule endet mit dem Ersten Staatsexamen, einer Prüfung, in der vor allem das fachbezogene wie pädagogisch-didaktische theoretische Grundlagenwissen geprüft wird. In der zweiten Phase findet eine stärker schulbezogene, praktisch orientierte Ausbildung statt, die von eigenen Unterrichtsversuchen begleitet und im Studienseminar reflektiert wird. Zu Beginn dieser Zeit steht die Hospitation im Vordergrund. Die Eignung des Referendars zum praktischen Unterrichten wird durch das Zweite Staatsexamen nachgewiesen.
Derzeit wird die Lehrerausbildung wegen der Vorgaben der Bologna-Erklärung in allen Bundesländern reformiert. Das Lehramtsstudium soll gestuft in eine Bachelor- und Master-Phase umgestaltet werden. Langfristig sollen die Abschlüsse Bachelor of Education und Master of Education eingeführt werden, wobei letzterer in einigen Bundesländern (z. B. Berlin) heute schon das Staatsexamen ersetzt.
Der Wechsel in ein anderes Bundesland kann Lehrern Probleme bereiten, da teilweise die Ausbildung wechselseitig nicht anerkannt wird.
Durch die Bundesbesoldungsordnung sind außerdem noch Fachlehrer ohne Studium und mit Fachhochschulstudium vorgesehen. Diese haben aber kein Lehramtsstudium bzw. eine entsprechende Ausbildung absolviert, sondern sollen der Praxis entstammen (Ingenieure und Handwerks- bzw. Industriemeister) und werden ausschließlich an Berufsschulen eingesetzt.
In Baden-Württemberg gibt es noch Fachlehrer für musisch-technische Fächer, die kein wissenschaftliches Studium absolvieren, sondern an sogenannten „Pädagogischen Fachseminaren“ (PFI) ausgebildet werden und an allen Schularten eingesetzt werden. Bei ihrer Qualifikation und ihrem kürzeren Studium steht das praktische Können, die „Eigenrealisierung“, im Vordergrund. Sie werden geringer honoriert als ihre wissenschaftlich ausgebildeten Kollegen und mit einem höheren Deputat eingesetzt. Zudem gibt es noch Landwirtschaftliche Lehrer und Berater, die ein Fachhochschulstudium, das für den gehobenen Landwirtschaftsdienst dienlich ist, nachweisen müssen und an Landwirtschaftsschulen eingesetzt werden.

#### Ausbilder
In der Ausbildung von Lehrlingen sind in der Regel Ausbildungsleiter, Ausbildungsmeister oder hauptberufliche Ausbilder tätig. Nach dem Berufsbildungsgesetz (BBiG) müssen diese fachlich geeignet sein, was durch eine abgeschlossene Ausbildung in diesem Beruf hinreichend gegeben ist. Zusätzlich wird eine persönliche Eignung verlangt, die sich auf Fähigkeiten im Bereich von Methodik, Didaktik, Recht usw. erstreckt und die durch eine Prüfung gemäß der Ausbildereignungsverordnung (AEVO) nachgewiesen werden kann. Im Handwerk wird die Ausbildereignung hingegen durch eine abgelegte Meisterprüfung nachgewiesen. Neben diesem qualifizierten Personal tragen auch viele andere Angestellte eines Betriebes zur Ausbildung eines Lehrlings bei; diese sind jedoch nicht speziell dafür geschult und haben keine Prüfung darüber abgelegt. Derzeit zeichnet sich ein Trend ab, wonach sich die Tätigkeit des Ausbilders vom Vormachen und Kontrollieren weg bewegt, hin zu einer mehr beratenden Tätigkeit für den Auszubildenden.